# Labuan Bajo

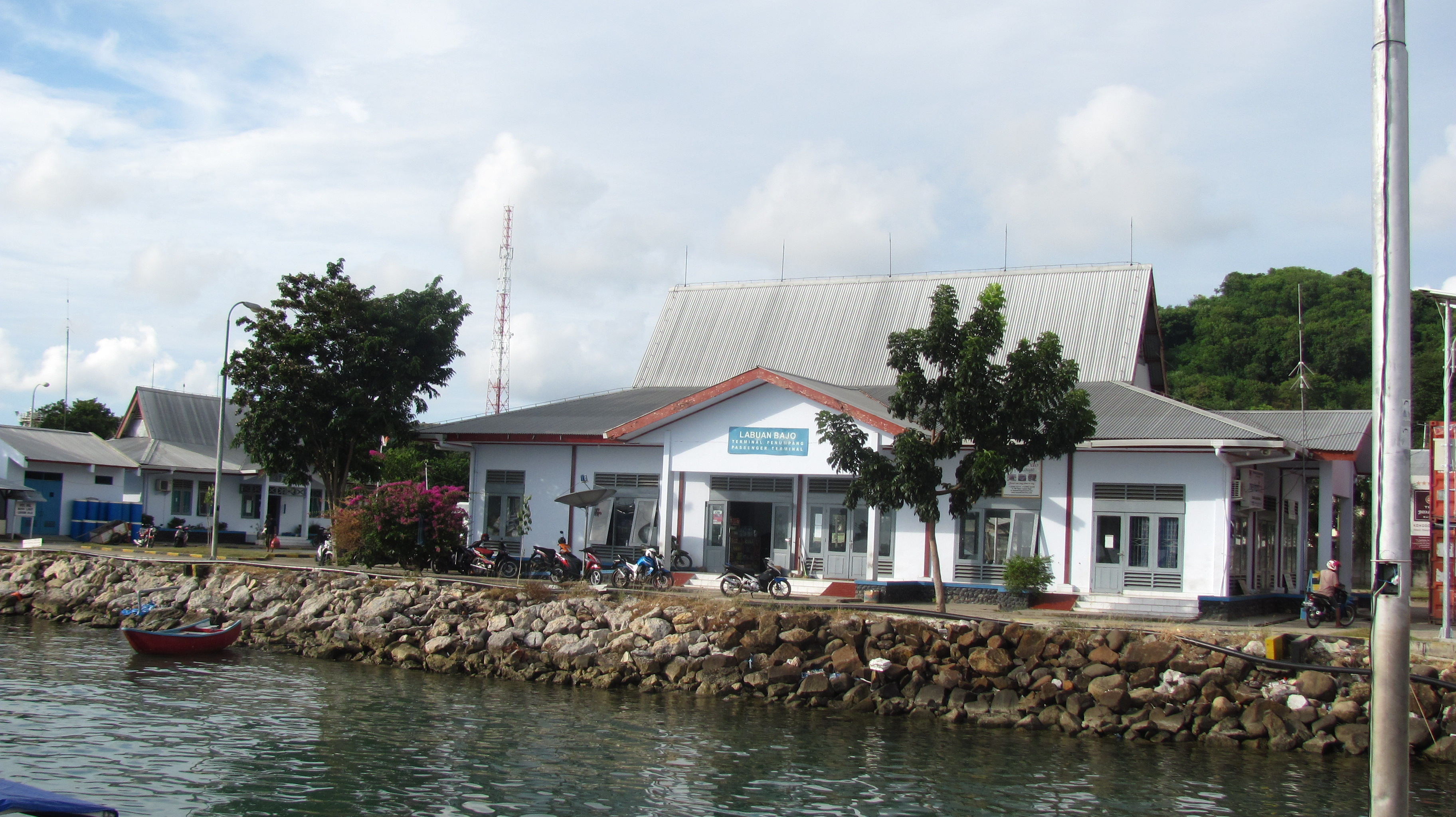
Empfangsgebäude am Hafen von Labuan Bajo

Labuan Bajo (auch: Labuhan Bajo) ist eine Hafenstadt in Indonesien. Sie liegt am westlichen Ende der Insel Flores. Die Stadt ist Verwaltungssitz des Regierungsbezirks (Kabupaten) Westmanggarai (Manggarai Barat) in der Provinz Ost-Nusa Tenggara.
Der Name der Stadt bedeutet in der indonesischen Sprache so viel wie „Hafen der Bajo“. Die Badjo sind eine ursprünglich von Sulawesi stammende ethnische Gruppe.

## Religion
Da die Bevölkerung zu einem großen Teil aus Badjo besteht, leben in Labuan Bajo im Gegensatz zum ansonsten großteils christlichen Flores verhältnismäßig viele Moslems. Über die Stadt sind mehrere Kirchen und christliche Schulen verstreut. In der Nähe des Hafens steht die Moschee.

## Wirtschaft und Infrastruktur
Etwa 18 Kilometer östlich der Stadt befindet sich eine Goldmine, die von einem chinesischen Unternehmen betrieben wird.
Labuan Bajo verfügt neben einem Fährhafen auch über einen Flughafen (Komodo Airport) mit regelmäßigen regionalen Flugverbindungen, insbesondere nach Denpasar (Bali), Jakarta und Kuala Lumpur (Malaysia). Als Zielhafen der Fähre von Sumbawa nach Flores, sowie weiterer weniger häufiger Fährverbindungen, hat Labuan Bajo auch eine besondere Bedeutung für den Waren- und Personenverkehr der Insel Flores im Allgemeinen und somit auch für den grundsätzlich relativ schwach ausgeprägten Tourismus in dieser Region.
Über die rund 700 km lange und relativ gut ausgebaute Trans-Flores Road, auf der täglich Überlandbusse verkehren, ist Labuan Bajo mit den wichtigsten Städten der Insel verbunden.
In Labuan Bajo befindet sich das Büro des angrenzenden, für die Komodowarane berühmten Komodo-Nationalparks. Aufgrund seiner Nähe zum Nationalpark bildet Labuan Bajo den Hauptausgangspunkt für Individualtouristen, die oft mit Fischkuttern auf die Insel Komodo fahren. Touren in größeren Gruppen hingegen werden vor allem von Bali und Lombok aus organisiert. Wegen der vielfältigen Flora und Fauna des Nationalparks auch im Meer, gibt es außerdem einen nennenswerten Tauchtourismus.
Labuan Bajo verfügt über ein Postamt, zahlreiche Geschäfte und über verschiedene Unterkunftsmöglichkeiten.